# Castelo de Lupfen-Schwendi
Château de Lupfen-Schwendi é um castelo situado na comuna de Kientzheim, no departamento de Haut-Rhin, Alsácia, na França. Está classificado desde 1994 como monumento histórico pelo Ministério da Cultura da França.